# サーホー
『サーホー』（Saaho）は、2019年のインドのアクションサスペンス映画。スジートが監督を務め、UVクリエーションズとT-Seriesが製作会社として参加している。映画はヒンディー語、テルグ語、タミル語で同時製作され、主演のプラバースのヒンディー語映画デビュー作、ヒロインのシュラッダー・カプールの南インド映画デビュー作となった。ムンバイと架空の犯罪都市ワージーを舞台に、暗殺された犯罪組織首領の後継者争いを描いている。
2017年8月からインド・アラブ首長国連邦・ルーマニア・オーストリアで主要撮影が行われ、2019年8月30日にIMAXで公開された。批評家からは酷評されたものの、興行収入は43億9000万ルピーを記録した。

## ストーリー
犯罪都市ワージーの経済と裏社会を牛耳るロイ・グループの首領ナランタク・ロイはエネルギー事業を展開するため20年振りにムンバイに帰郷するが、そこで前首領プルドヴィラージの息子デーヴラージに暗殺され、ロイ・グループの資産が積まれた船も爆破される。デーヴラージは理事会を招集して新首領の座を狙うが、ロイの側近イブラヒムは抗争を避けて秘密裏に育てられたロイの息子ヴィシュワクの存在を公表する。ワージーに到着したヴィシュワクはロイ・グループの継承と父殺しの犯人捜しを宣言し、同時にロイの遺産2兆ルピーの鍵となる「ブラックボックス」の存在を公表し、法律顧問のカルキを保管場所であるムンバイに派遣する。
同時期、ムンバイでは正体不明の盗賊による連続窃盗事件が発生していた。事件を解決するため覆面捜査官アショークが捜査チームのリーダーに抜擢され、殺人事件の捜査を担当していたムンバイ市警察のアムリタが捜査チームに編入される。アムリタはアショークに反発していたが、捜査を続ける中で次第に思いを寄せるようになる。そんな中、犯人と思われる男を突き止めたアショークたちは逮捕に向かうが、捜査チームのデヴィッドから情報を得ていた男は現場から逃走する。その後、捜査チームは男が出入りするナイトクラブに潜入し、アショークは男との接触に成功する。男から「ブラックボックス」の存在を聞き出したアショークたちも、ロイ・グループのムンバイ進出を阻止するため「ブラックボックス」の確保に向かうが、その情報はデヴィッドから男へ、シンデー署長からデーヴラージへと伝えられた。男とアショークが対峙する中、アムリタたちは追跡していた男が本物のアショークであり、それまで行動を共にしていた「アショーク」が連続窃盗事件の犯人サーホーであることを知る。サーホーは「ブラックボックス」を手に入れ、相棒のデヴィッドと共に現場から逃走する。
アムリタはサーホーの潜伏先を突き止め、アショークの指示でサーホーの元で情報を探るが、サーホーへの想いを断ち切れずにアショークへの情報提供を止めてしまう。そんな中、隠れ家にデーヴラージたちが現れてアムリタが撃たれ、サーホーも捕まってしまう。デーヴラージはアムリタを人質にしてサーホーに2兆ルピーを手に入れるように命令するが、ヴィシュワクと手を組んだサーホーはデーヴラージのビルを爆破し、彼が奪ったロイ・グループの資産を強奪する。同じころ、ワージー警察のジェニファーと合流したアショークはサーホーを追跡し、サーホーの依頼を受けたイブラヒムに救出されたアムリタもサーホーを追う。アムリタはワージー警察のヘリコプターに乗り込むが、狙撃手からサーホーを守ろうとしてヘリコプターから転落する。サーホーはワージー警察のジェットパックを奪いアムリタを助けるが、直後にワージー警察に逮捕される。サーホーはシンデー署長に連行され、かつてロイが支援していた廃村カラナ村に連れていかれる。同じころ、デーヴラージに内通していたカルキが「ブラックボックス」を奪い取り、ロイの遺産が保管された金庫に向かう。一方、アショークはヴィシュワクと接触し、アムリタはサーホーの情報を知るアレックスを問い詰める。彼らはそれぞれが得た情報から、サーホーの正体を知る。
カラナ村に連れ込まれたサーホーはデーヴラージの部下たちと闘い勝利するが、そこにデーヴラージが現れて彼を殺そうとする。しかし、デーヴラージの部下たちはサーホーの仲間に撃退され、彼自身も追い詰められる。サーホーはデーヴラージに対し、自分こそがロイの息子であることを告げ、彼を殺して父の復讐を果たす。同時にロイの暗殺に関与したプリンス、カルキ、シンデー署長もサーホーに協力していたイブラヒムたちによって粛清される。イブラヒムは理事会の場でヴィシュワクの正体が自分の息子イクバールであること、サーホーがロイの本当の息子であることを公表し、理事のプルドヴィラージたちはサーホーのロイ・グループ首領就任を承認する。数か月後、オーストリア・インスブルックを訪れていたアムリタは、そこでサーホーと再会する。

## キャスト
※括弧内は日本語吹替
- シッダーント・ナンダン・サーホー - プラバース（小山力也[16]）
- アムリタ・ナイル捜査官 - シュラッダー・カプール（坂本真綾[16]）
- ナランタク・ロイ - ジャッキー・シュロフ（樋浦勉[16]）
- アショーク・チャクラヴァルティ捜査官 - ニール・ニティン・ムケーシュ（山本兼平[16]）
- ヴィシュワク・ロイ/イクバール - アルン・ヴィジャイ（英語版）（峰晃弘[17]）
- デーヴラージ - チャンキー・パーンデー（英語版）（大塚芳忠[16]）
- ゴースワミ捜査官 - ヴェンネラ・キショール
- デヴィッド - ムラリ・シャルマ
- イブラヒム - ラール
- アレックス・フェルナンデス - スプリート
- カルキ - マンディラ・ベーディー（今泉葉子[16]）
- シンデー署長 - プラカーシュ・ベーラワディー
- ジェニファー捜査官 - イヴリン・シャルマ
- プリンス - マヘーシュ・マーンジュレーカル
- プルドヴィラージ - ティーヌー・アーナンド
- アジャイ捜査官 - ラヴィ・ヴァルマ（英語版）
- 警察長官 - デーヴァン（英語版）
- マニ - シャラト・ローヒターシュワ（英語版）
- 「Bad Boy」シーン登場 - ジャクリーン・フェルナンデス（アイテム・ナンバー）
- ラーマスワミ・アーラガダ電力大臣 - タニケッラ・バラニ（カメオ出演）

## 製作

### 撮影
『サーホー』は35億ルピーの製作費が投じられ、オーストリア、ハイデラバード、ムンバイ、アブダビ市、ドバイ、ルーマニアの他に複数のヨーロッパ諸国で撮影された。2017年8月から主要撮影が始まり、プラバースとシュラッダー・カプール、アルン・ヴィジャイ、ジャッキー・シュロフ、ラール、ニール・ニティン・ムケーシュ、マンディラ・ベーディーが参加した。製作費の大半はアクションシーンの撮影に費やされ、スタントコーディネーターのケニー・ベイツがアクションシーンの指導を担当している。
2017年10月までに、ハイデラバードでの最初の撮影スケジュールが完了した。同月12月からラモジ・フィルムシティで第2スケジュールの撮影が始まり、シュラッダー・カプールは重火器を使用して撮影を行った。数日後にはドバイに移動して1か月間かけて主要アクションシーンの撮影が行われ、プラバースとムケーシュが参加し、同時期にシュラッダーは『ストゥリー 女に呪われた町』の撮影に参加するため離脱した。映画の半分をハイデラバード、ムンバイ、ドバイで撮影した後、2018年2月から第4スケジュールの撮影がアブダビ市で数週間行われた。同月下旬から同市で第5スケジュールの撮影が始まり、3月中旬からはドバイとルーマニアで第6スケジュールの撮影が行われた。ラストシーンと歌曲シークエンスの撮影はオーストリアのインスブルックとチロルで行われた。
物語の大半を占めるアクションシークエンスは、2億5000万ルピーの予算を投じてブルジュ・ハリファ周辺で撮影された。プラバースは役作りのためにカーディオトレーニングやウエイトトレーニング、プライオメトリックスなどの訓練を受けた。シュラッダーは映画で力強い女性捜査官を演じ、プラバースは影のある正体不明の男性を演じている。彼の演じる役は「観客が最後まで正体を推測する謎の捜査官」と報じられた。プラバースはヒンディー語版の吹き替えも行っており、シュラッダーはテルグ語版では声優が吹き替えている。プラバースの敵役にはニール・ニティン・ムケーシュが起用され、悪役にはマンディラ・ベーディーが起用されている。アルン・ヴィジャイは役作りのために髪を長髪にしている。
ロマンティック・ソング・シークエンスの振り付けはヴァイバヴィ・メルチャントが担当し、インスブルックの音楽学院やインスブルック市電、キュータイーザッテルのシュパイヒャー・フィンシュタータール、アドラース・ホテルで撮影され、いくつかのシーンは近隣のゼーフェルトでも撮影された。この他にシュトゥーバイ氷河の展望台、ゼルデンのレストラン・アイスQ、スワロフスキー・クリスタルワールド、ロイテのハイライン179、ザルツブルクのレッドブル・ハンガー7でも撮影が行われた。

### 音楽
映画音楽の作曲はギブランが手掛けている。アイテム・ナンバーは「Psycho Saiyaan」「Enni Soni」「Bad Boy」「Baby Won't You Tell Me」の4曲が作られ、タニシュク・バーグチー、グル・ランダワ、バードシャー、シャンカル＝イフサーン＝ロイが作曲を手掛けた。ヒンディー語版の作詞はタニシュク・バーグチー、グル・ランダワ、バードシャー、マノージュ・ヤーダヴ、マラヤーラム語版の作詞はヴィナヤック・サシクマール、タミル語版の作詞はマダン・カールキ、ヴィグネーシュ・シヴァン、テルグ語版の作詞はスリージョー、クリシュナ・カーントがそれぞれ手掛けている。
| #         | タイトル                   | 作詞                 | 作曲                         | 歌手                                                                               | 時間  |
| --------- | -------------------------- | -------------------- | ---------------------------- | ---------------------------------------------------------------------------------- | ----- |
| 1.        | 「Psycho Saiyaan」         | スリージョー         | タニシュク・バグチ           | アニルド・ラヴィチャンダル、ドヴァーニー・バーヌシャーリー、タニシュク・バーグチー | 2:46  |
| 2.        | 「Ye Chota Nuvvunna」      | クリシュナ・カーント | グル・ランダワ               | ハリチャラン、トゥルシー・クマール                                                 | 3:14  |
| 3.        | 「Bad Boy」                | スリージョー         | バードシャー                 | バードシャー、ニーティ・モーハン                                                   | 2:57  |
| 4.        | 「Baby Won't You Tell Me」 | クリシュナ・カーント | シャンカル＝イフサーン＝ロイ | シュウェタ・モーハン、シッダールト・マハーデーヴァン、シャンカル・マハーデーヴァン | 4:22  |
| 合計時間: | 合計時間:                  | 合計時間:            | 合計時間:                    | 合計時間:                                                                          | 13:21 |

| #         | タイトル                | 作詞                     | 作曲                         | 歌手                                                                               | 時間  |
| --------- | ----------------------- | ------------------------ | ---------------------------- | ---------------------------------------------------------------------------------- | ----- |
| 1.        | 「Kadhal Psycho」       | マダン・カールキ         | タニシュク・バーグチー       | アニルド・ラヴィチャンダル、ドヴァーニー・バーヌシャーリー、タニシュク・バーグチー | 2:46  |
| 2.        | 「Mazhaiyum Theeyum」   | マダン・カールキ         | グル・ランダワ               | ハリチャラン、シャクティシュリー・ゴーパーラン                                     | 3:14  |
| 3.        | 「Bad Boy」             | ヴィグネーシュ・シヴァン | バードシャー                 | バードシャー、ベニー・ダヤル、スニータ・サラティ                                   | 2:57  |
| 4.        | 「Unmai Edhu Poy Edhu」 | マダン・カールキ         | シャンカル＝イフサーン＝ロイ | シュウェタ・モーハン、シャンカル・マハーデーヴァン                                 | 4:22  |
| 合計時間: | 合計時間:               | 合計時間:                | 合計時間:                    | 合計時間:                                                                          | 13:21 |

| #         | タイトル                | 作詞                       | 作曲                         | 歌手                                                                       | 時間  |
| --------- | ----------------------- | -------------------------- | ---------------------------- | -------------------------------------------------------------------------- | ----- |
| 1.        | 「Psycho Saiyaan」      | ヴィナヤック・サシクマール | タニシュク・バーグチー       | ヤズィン・ニザール、ドヴァーニー・バーヌシャーリー、タニシュク・バーグチー | 2:46  |
| 2.        | 「Mazhaiyum Theeyum」   | ヴィナヤック・サシクマール | グル・ランダワ               | ハリチャラン、シャクティシュリー・ゴーパーラン                             | 3:13  |
| 3.        | 「Bad Boy」             | ヴィナヤック・サシクマール | バードシャー                 | バードシャー、ベニー・ダヤル、スニータ・サラティ                           | 2:57  |
| 4.        | 「Unmai Edhu Poy Edhu」 | ヴィナヤック・サシクマール | シャンカル＝イフサーン＝ロイ | シュウェタ・モーハン、シャンカル・マハーデーヴァン                         | 4:22  |
| 合計時間: | 合計時間:               | 合計時間:                  | 合計時間:                    | 合計時間:                                                                  | 13:21 |

| #         | タイトル                   | 作詞                   | 作曲                         | 歌手                                                                     | 時間  |
| --------- | -------------------------- | ---------------------- | ---------------------------- | ------------------------------------------------------------------------ | ----- |
| 1.        | 「Psycho Saiyaan」         | タニシュク・バーグチー | タニシュク・バーグチー       | サシェ・タンドン、ドヴァーニー・バーヌシャーリー、タニシュク・バーグチー | 2:46  |
| 2.        | 「Enni Soni」              | グル・ランダワ         | グル・ランダワ               | グル・ランダワ、トゥルシー・クマール                                     | 4:18  |
| 3.        | 「Bad Boy」                | バードシャー           | バードシャー                 | バードシャー、ニーティ・モーハン                                         | 2:58  |
| 4.        | 「Baby Won't You Tell Me」 | マノージュ・ヤーダヴ   | シャンカル＝イフサーン＝ロイ | アリッサ・メンドンサ、ラヴィ・ミシュラ、シャンカル・マハーデーヴァン     | 4:22  |
| 合計時間: | 合計時間:                  | 合計時間:              | 合計時間:                    | 合計時間:                                                                | 14:24 |

## 公開

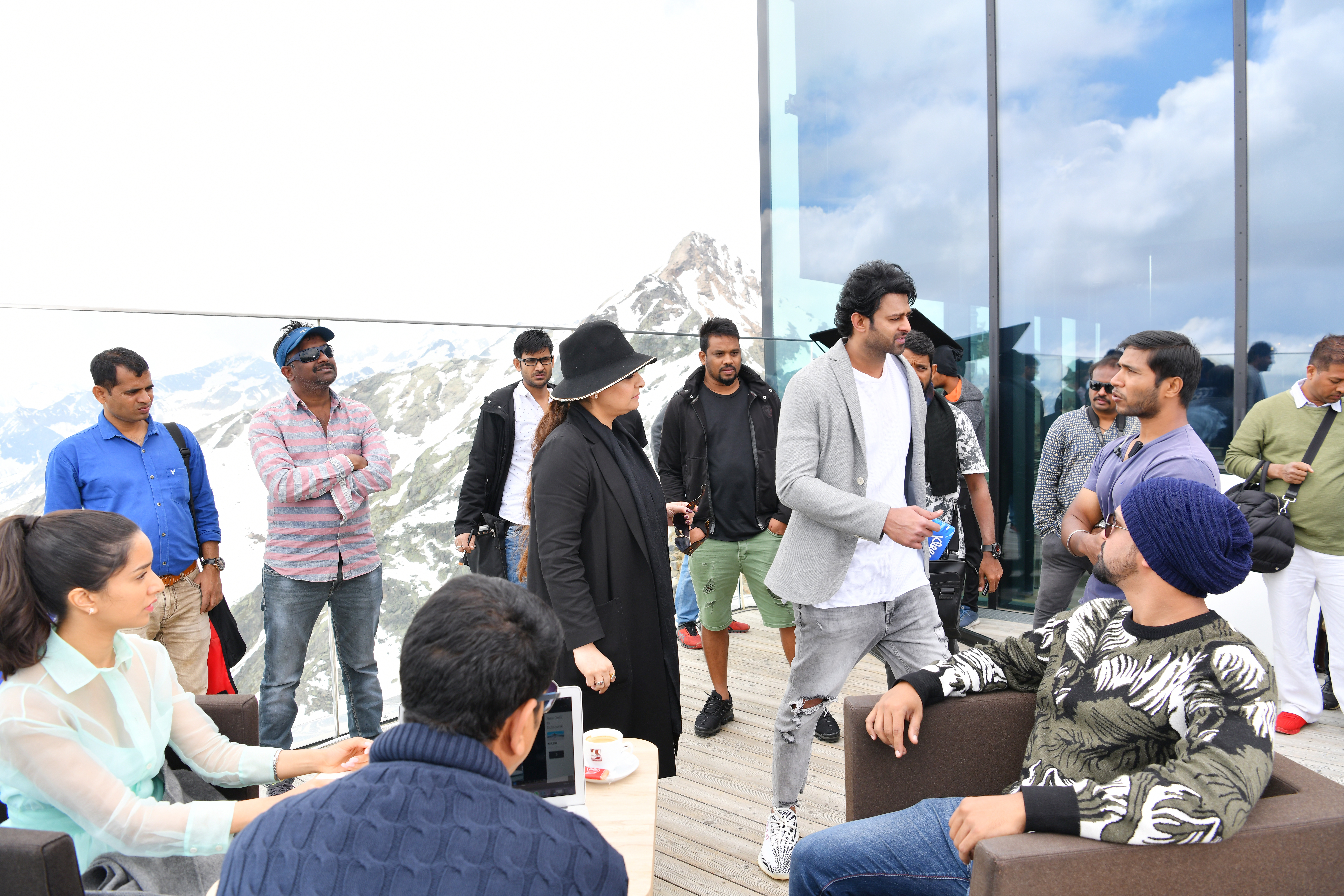
ゼルデンで撮影を行うプラバースとシュラッダー・カプール

2017年4月27日、プラバース主演作『バーフバリ 王の凱旋』の公開前日に『サーホー』の特報映像が公開され、彼の誕生日の10月22日には映画ポスターが公開された。ポスターの内容について『ブレードランナー 2049』のポスターと類似していたため「盗作」と批判を浴びた。2018年10月22日にメイキング映像が公開され、シュラッダーの誕生日である2019年3月2日には新たなメイキング映像が公開された。5月21日にプラバースをフィーチャーしたポスターが公開され、1週間後には新しいポスターが公開された。6月10日にはシュラッダーをフィーチャーしたポスターが公開され、同月12日にはプラバースをフィーチャーした新しいポスターが公開された。7月23日にプラバースとシュラッダーをフィーチャーしたポスターが公開され、同時に公開日が8月30日であることがヒンディー語、マラヤーラム語、テルグ語、タミル語で発表された。7月13日に特報映像がヒンディー語、マラヤーラム語、タミル語、テルグ語で公開され、8月10日には予告編が4言語で公開された 。8月30日にヒンディー語版、テルグ語版、タミル語版が同時公開された。また、カンナダ語吹替版も公開され、マラヤーラム語吹替版はAmazonプライムで配信された。

## 評価

### 興行収入
『サーホー』は公開初日に13億ルピーの興行収入を記録して『ロボット2.0』の記録（11億7000万ルピー）を抜き、プラバース主演作『バーフバリ 王の凱旋』に次ぐ史上2番目の興行成績となった。公開2日目以降の累計興行収入は22億ルピー、公開初週末の累計興行収入は29億4000万ルピー、公開第1週の累計興行収入は37億ルピーを記録した。公開10日目の累計興行収入は40億ルピーを超え、国内純利益は公開終了時点で30億2000万ルピーとなった。

### 批評

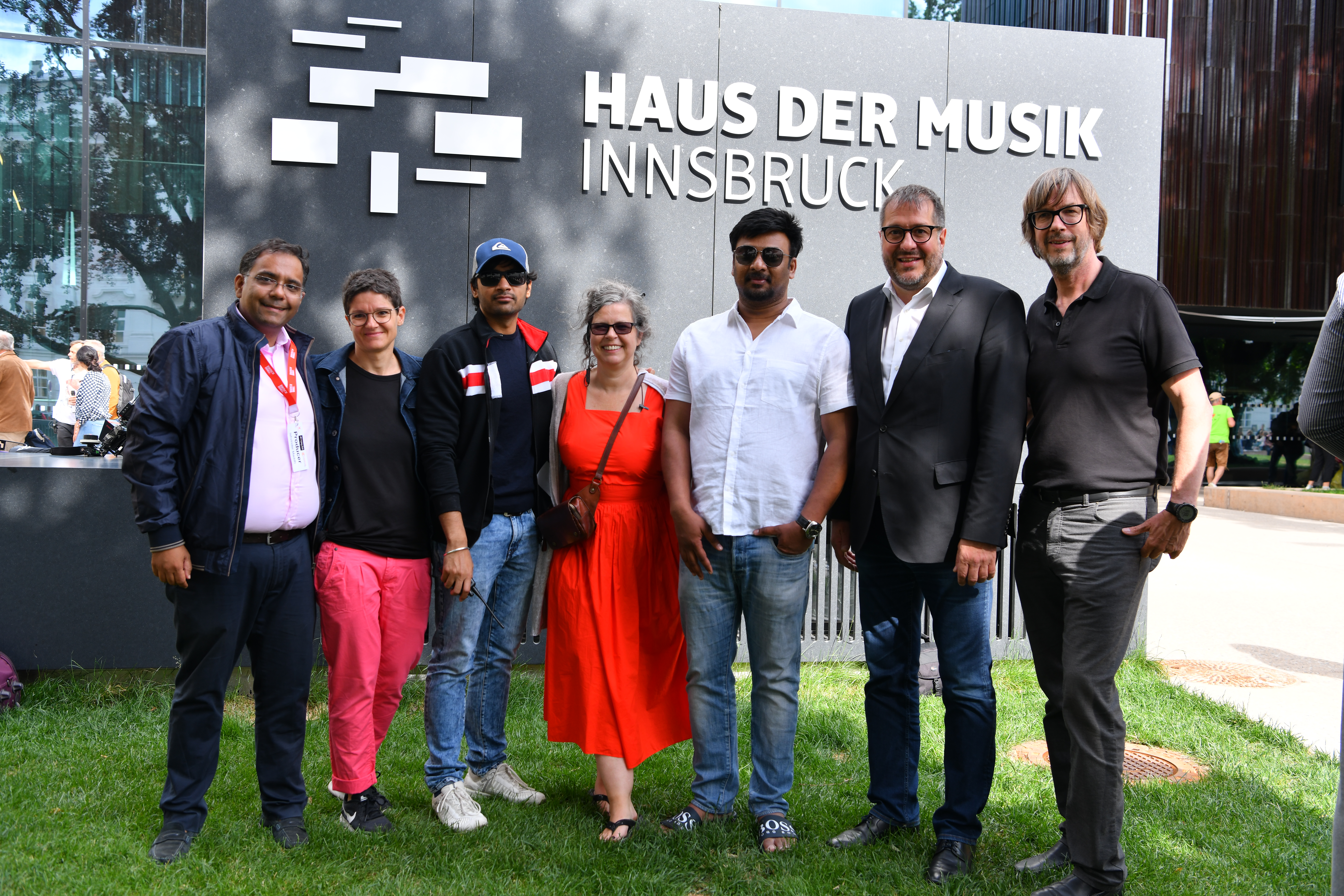
インスブルック滞在時の製作チーム、インスブルック政府関係者（左から3人目がスジート、5人目がプラモード・ウッパラパーティ）

『サーホー』は批評家から酷評されている。Rotten Tomatoesには9件のレビューが寄せられ支持率9%、平均評価3.85/10となっている。インディア・トゥデイのラクシャラ・N・パラトは1.5/5の星を与え、映画を「35億ルピーの厄災」と表現し、「『サーホー』の救いはヴィジュアルと強烈なアクションシークエンスだけだった」「製作者たちは飛行アクションシークエンスとプラバースの存在感を出すことに夢中になり、途中でストーリーとキャラクターの設計を忘れてしまった」と批評している。ザ・タイムズ・オブ・インディアのティンカル・メーノーンは2.5/5の星を与え、脚本を酷評する反面、技術面では高い評価を与えている。タラン・アダルシュは1.5/5の星を与え、「才能と巨額の製作費、そして機会の無駄遣い……貧弱なストーリー、混乱させるような脚本に素人のような演出」と批評している。ボリウッド・ハンガマは2.5/5の星を与え、「不十分で空虚な脚本に苦しめられている」と批評している。CNNニュース18のラジーヴ・マサンドは1.5/5の星を与え、プラバースについて「彼は奇妙で不可思議な魅力的シークエンスで上半身裸で大空を飛びます。その妥当性や筋道を疑うことなく演じることに同意したことは同情に値します」と述べ、映画については「ビデオゲームの奥行きと感情的なスリルを持つ魂のない映画」と批評している。

## トラブル
バッグ製造会社のArctic Foxは、『サーホー』の製作チーム及びクワン・エンターテインメントを詐欺で告発した。同社マーケティング担当ヴィジャイ・ラオによると、『サーホー』劇中にArctic Fox製バッグを登場させる契約を結び、『サーホー』製作チームに370万ルピー、クワン・エンターテインメントに149万ルピーの契約料を支払ったものの劇中にバッグが登場しなかったと主張した。Arctic Foxは宣伝費用などを含め1億3800万ルピーの損害が出たと主張している。

## ゲーム
2019年8月15日にハイデラバードの企業Pixalot Labsからファーストパーソン・シューティングゲーム『Saaho - The Game』が発売された。